# Manuel Lisa
Manuel Lisa, de vegades anomenat Manuel de Lisa, (Nova Orleans, 8 de setembre de 1772 — Saint Louis, 12 d'agost de 1820) fou un important comerciant de pells i explorador nord-americà d'origen espanyol (murcià). Fou un dels fundadors de la «Compañía de Pieles San Luis Misuri» i l'explorador més conegut de la seva època als territoris indis dels actuals estats de Missouri i Kansas. Fill d'un funcionari colonial espanyol, va esdevenir un gran amic dels Estats Units en la seva expansió cap a l'oest. Entre 1803 i 1804, va col·laborar com a assessor de l'expedició de Lewis i Clark, que obrí les portes del Far West, i, degut a la seva activitat en el negoci de les pells, Lisa fou molt influent entre les tribus índies i va contribuir al fet que, a la guerra de 1812, fossin aliades dels Estats Units contra la Gran Bretanya.